# Maikel Reyes
Maikel Alejandro Reyes Azcuy (ur. 4 marca 1993 w Viñales) – kubański piłkarz grający na pozycji napastnika w klubie Managua FC oraz reprezentacji Kuby.

## Kariera
Karierę zaczynał w lokalnym FC Pinar del Río. W 2016 trafił do drugiej drużyny meksykańskiego klubu Cruz Azul. Po roku powrócił do ojczyzny i grał w FC Villa Clara oraz ponownie w Pinar del Río. W 2021 został zawodnikiem honduraskiego CD Real Sociedad. W 2023 wyjechał do Nikaragui, gdzie grał w ART Municipal Jalapa. Od 2024 jest piłkarzem Managui FC.
W reprezentacji Kuby zadebiutował 16 października przeciwko Panamie. Pierwszą bramkę w kadrze zdobył 25 marca 2015 w meczu z Dominikaną. Został powołany na Złoty Puchar CONCACAF 2015, 2019 i 2023.